# Musée Nissim-de-Camondo
Musée Nissim-de-Camondo (Muzeum Nissima de Camondo) je muzeum v Paříži. Nachází se v 8. obvodu v ulici Rue de Monceau v městském paláci hôtel de Camondo. Muzeum se zaměřuje na nábytek a francouzské umělecké předměty z 18. století.

## Historie
Palác na okraji parku Monceau postavil v roce 1912 francouzský architekt René Sergent (1865–1927) pro hraběte Moïse de Camondo (1860–1835) na místě staršího paláce jeho rodičů, který byl zbořen v roce 1911. Nová stavba byla inspirována Malým Trianonem ve Versailles. Moïse de Camondo sem přesunul své umělecké sbírky, které nepřestával rozšiřovat až do své smrti 14. listopadu 1935. Zahradu navrhl zahradní architekt Achille Duchêne (1866–1947).
Na počátku 19. století sefardská židovská rodina Camondo založila banku, která byla jednou z nejvýznamnějších v Osmanské říši. V roce 1869 bratři Abraham-Behor a Nissim de Camondo přesunuli banku z Konstantinopole do Paříže. Jejich synové, bratranci Isaac a Moïse se později stali sběrateli uměleckých předmětů. Moïse se zajímal výhradně o francouzské umění 18. století.
Podle závěti péče o palác včetně sbírek přešla na Union centrale des arts décoratifs (Ústřední unie dekorativního umění), aby zde vytvořila Musée Nissim-de-Camondo, které bylo pojmenováno po jeho synovi (1892–1917), důstojníkovi letectva, který zahynul v leteckém boji 5. září 1917 u obce Leintrey v Meurthe-et-Moselle.
V roce 1940 byly sbírky převezeny na zámek Valençay. V roce 1944 byla Béatrice de Camondo, zakladatelova dcera deportována do vyhlazovacího tábora Auschwitz-Birkenau. Muzeum bylo uzavřeno až do konce války.

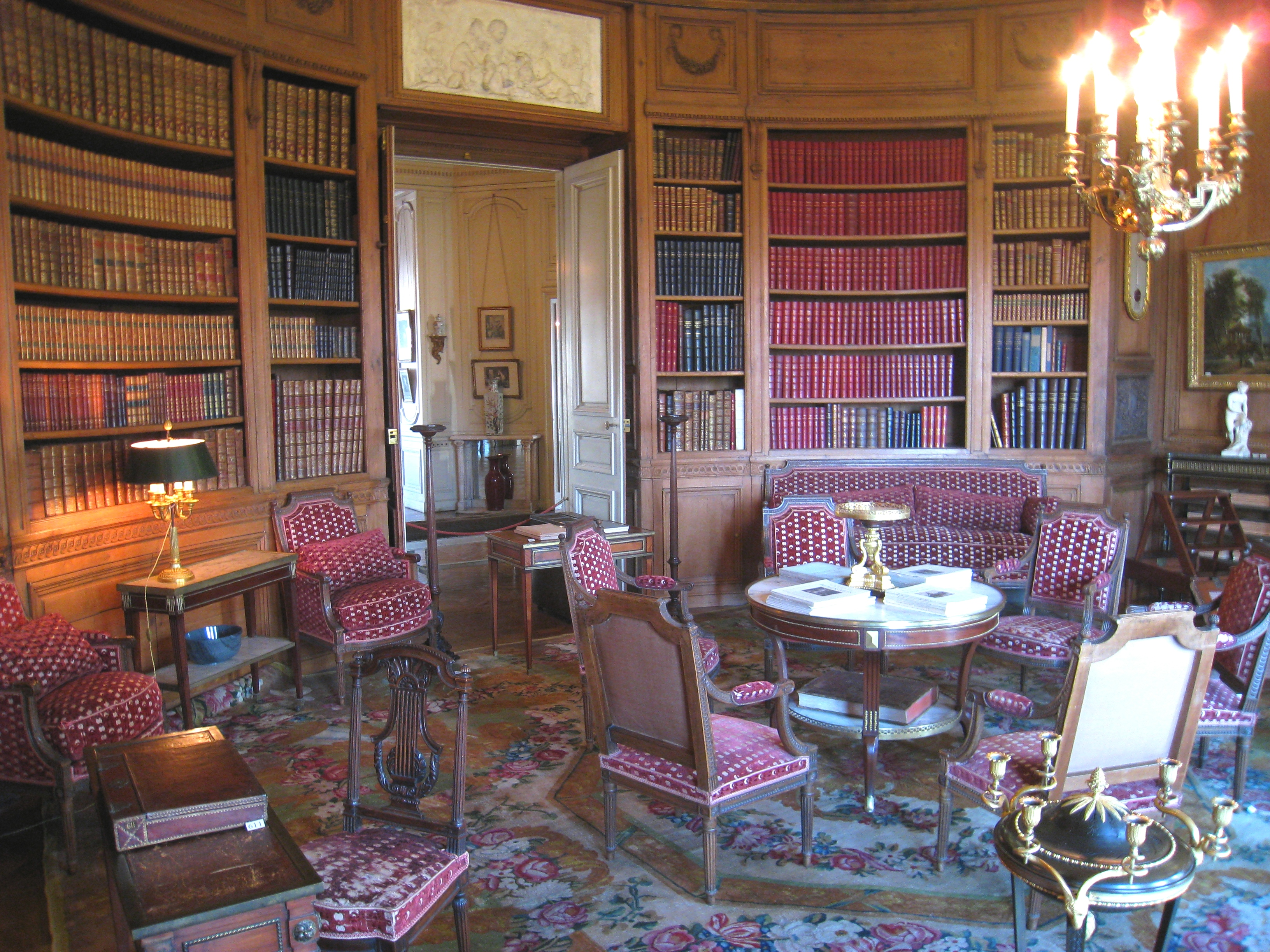
Knihovna

## Expozice
Prohlídka začíná v salónech 1. patra a představuje postupně nábytek jako sekretáře, stoly, komody nebo bonheur du jour vyrobené největšími řezbáři své doby, koberce a paravány z textilní manufaktury Savonnerie, sèvreský a míšeňský porcelán.
V patře jsou pokoje rodiny a rovněž knihovna s dřevěným táflováním, odkud je rozhled do parku Monceau. Bývalá Nissimiho pracovna je v anglickém stylu oblíbeném u francouzské buržoazie a je vybavena obrazy z 19. století s tématem lovu a jezdectví.
Pracovna jeho otce je vyzdobena dřevěným obložením (kolem roku 1780) pocházející z Bordeaux připomínající budoár doby Ludvíka XV.
Vzhledem k asimilaci rodiny se stopy judaismu vyskytují jen zřídka, jako je vystavený šábesový stříbrný svícen nebo Davidova hvězda na měděné formě na bábovku v kuchyni.
Přízemí jsou uchovány z období belle époque tehdejší technické a architektonické vymoženosti jako vytápění horkým vzduchem, výtah na stlačený vzduch, systém vysávání, osvětlené římsy apod.
Kuchyně je vybavena velkým grilem a ústřední troubou, na zdi visí měděné nádobí.